# 瓦爾德 (蘇黎世州)
瓦尔德（德語：Wald）是瑞士联邦苏黎世州欣维尔区的市镇。该市镇面积为25.25平方千米，海拔高度763米，2018年12月31日人口数为9,945。